# خط عرض 69° جنوب
خط عرض 69° جنوب هي إحدى دوائر العرض الجغرافية، وهي دوائر وهمية تحيط بالكرة الأرضية، وموازية لخط الاستواء، وتتميز هذه الدائرة بأن الأراضي الواقعة عليها تنتمي للمنطقة القطبية.

## حول العالم
خط عرض 69° جنوب يبدأ من خط الزوال الأولي ويتجه شرقا ويمر عبر:
| الإحداثيات                          | البلد أو الإقليم أو البحر | ملاحظات |
| ----------------------------------- | ------------------------- | --- |
| 69°0′S 0°0′E / 69.000°S 0.000°E     | القارة القطبية الجنوبية   | أرض الملكة مود, المطالب الإقليمية بالقارة القطبية الجنوبية by النرويج |
| 69°0′S 0°8′E / 69.000°S 0.133°E     | المحيط الجنوبي            | |
| 69°0′S 33°11′E / 69.000°S 33.183°E  | القارة القطبية الجنوبية   | الإقليم الأسترالي في القارة القطبية الجنوبية, المطالب الإقليمية بالقارة القطبية الجنوبية by أستراليا |
| 69°0′S 35°4′E / 69.000°S 35.067°E   | المحيط الجنوبي            | خليج لوتزو هولم |
| 69°0′S 39°46′E / 69.000°S 39.767°E  | القارة القطبية الجنوبية   | الإقليم الأسترالي في القارة القطبية الجنوبية, المطالب الإقليمية بالقارة القطبية الجنوبية by أستراليا |
| 69°0′S 74°55′E / 69.000°S 74.917°E  | المحيط الجنوبي            | خليج بريدز [لغات أخرى]‏ |
| 69°0′S 78°10′E / 69.000°S 78.167°E  | القارة القطبية الجنوبية   | الإقليم الأسترالي في القارة القطبية الجنوبية, المطالب الإقليمية بالقارة القطبية الجنوبية by أستراليا · أرض أديلي, المطالب الإقليمية بالقارة القطبية الجنوبية by فرنسا · الإقليم الأسترالي في القارة القطبية الجنوبية, المطالب الإقليمية بالقارة القطبية الجنوبية by أستراليا |
| 69°0′S 156°0′E / 69.000°S 156.000°E | المحيط الجنوبي            | |
| 69°0′S 71°47′W / 69.000°S 71.783°W  | القارة القطبية الجنوبية   | جزيرة ألكسندر, المطالب الإقليمية بالقارة القطبية الجنوبية by الأرجنتين, تشيلي و المملكة المتحدة |
| 69°0′S 70°5′W / 69.000°S 70.083°W   | المحيط الجنوبي            | Marguerite Bay |
| 69°0′S 67°34′W / 69.000°S 67.567°W  | القارة القطبية الجنوبية   | شبه الجزيرة القطبية الجنوبية, المطالب الإقليمية بالقارة القطبية الجنوبية by الأرجنتين, تشيلي و المملكة المتحدة |
| 69°0′S 59°15′W / 69.000°S 59.250°W  | المحيط الجنوبي            | بحر ودل |
| 69°0′S 1°23′W / 69.000°S 1.383°W    | القارة القطبية الجنوبية   | أرض الملكة مود, المطالب الإقليمية بالقارة القطبية الجنوبية by النرويج |